# Militarism

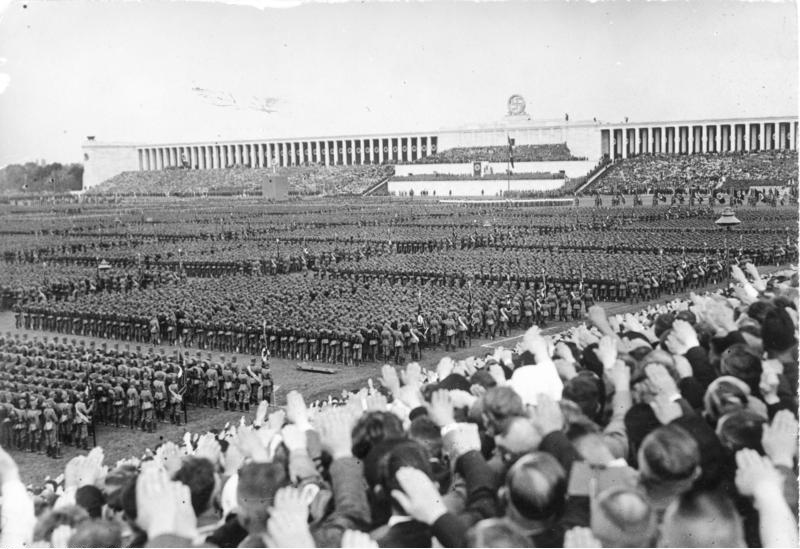
Demonstrație militară a Germaniei Naziste, Nürnberg, 1937

Militarismul este credința sau dorința unui guvern sau a unui popor ca țara (statul) respectivă să mențină o capacitate militară semnificativă și să fie pregătită să o folosească agresiv pentru a apăra sau promova prin forță interesele naționale.
A fost, de asemenea, definit ca fiind „agresivitate care implică amenințarea folosirii puterii militare”, precum și „glorificarea ideilor unei clase militare profesionale” și „predominanța forțelor armate în administrarea unui stat”.

## Istorie
Din punct de vedere istoric, militarismul a fost un principiu semnificativ în ideologiile imperialiste sau expansioniste ale mai multor națiuni. Câteva exemple proeminente sunt Imperiul Antic Asirian, statul grec al orașului Sparta, Imperiul Roman, națiunea aztecă, Regatul Prusiei, Monarhiile Habsburg / Habsburg-Lorena, Imperiul Otoman, Imperiul Japonez, Uniunea Sovietică, Germania Nazistă, Imperiul italian în timpul domniei lui Benito Mussolini, Imperiul German, Imperiul Britanic și Primul Imperiu Francez sub conducerea lui  Napoleon.

### Militarismul modern
Militarismul este strâns legat de răspândirea conceptelor de politică externă și de doctrine militare și politice, cum ar fi Războiul Rece, Cursa înarmării, Război psihologic, etc. În cadrul regimului militarizat, una dintre cele mai importante și dezvoltate ramuri ale economiei este economia militară, care asigură potențialul militar (de apărare) al statului. Una dintre țările cele mai militarizate este Coreea de Nord, care a declarat oficial politica  Armata în primul rând.

## Semnificații generale
Militarismul poate semnifica în general, separat sau conjugat:
- Tendință în politica internă în a dezvolta un potențial militar statal ce depășește sensibil necestățile reale de apărare în contextul în care cercurile militare preiau un control din ce în ce mai mare asupra statului, a deciziilor politice majore.
- Politică externă agresivă, constând în a căuta intenționat și interesat inițierea unor conflicte militare și tendința de amplifica (extinde) prin (mijloace de) forță a unor conflicte deja existente.
- Educația comportamentului (în societate) tineretului (copii și adolescenți) prin promovare sistematică de îmbrăcăminte militărească, comportare milităroasă, jocuri de-a războiul etc.

## Militarism economic
Militarizmul economic este o creștere a sectorului militar în structura generală a economiei naționale. În țările care nu au industrie militară proprie, militarizarea economiei se realizează prin creșterea comerțului de arme.

## Vezi și
- Antimilitarism